# جوزفين فوستر
جوزفين فوستر (بالإنجليزية: Josephine Foster)‏ هي كاتبة غنائية ومغنية وملحنة أمريكية، ولدت في 19 أبريل 1974 في كولورادو في الولايات المتحدة.

## وصلات خارجية
- الموقع الرسمي
- جوزفين فوستر على موقع ميوزك برينز (الإنجليزية)
- جوزفين فوستر على موقع أول ميوزيك (الإنجليزية)
- جوزفين فوستر على موقع ديسكوغز (الإنجليزية)